# آگاته ۲۲۸
سیارک ۲۲۸ (به انگلیسی: 228 Agathe) دویست و بیست و هشتمین سیارک کشف شده‌است که در ۱۹ اوت ۱۸۸۲ و در وین کشف شد.
قدر مطلق سیارک برابر ۱۲٫۴۸ است.